# The Black Hole
The Black Hole és una pel·lícula estatunidenca del 1979 de ciència-ficció dirigida per Gary Nelson.

## Argument
L'any 2130 la nau espacial Palomino torna a la Terra després d'una missió de 18 mesos a la recerca de vida per l'univers. Un petit robot de la nau, en V.I.N.CENT (Vital Information Necessary CENTralized) detecta mitjançant un radar un misteriós objecte en òrbita al voltant d'un forat negre. És la Cygnus, una nau perduda fa vint anys a la qual se li ordenà tornar a la Terra i que va desobeir l'ordre, no se'n sabia res d'ella i de la seva tripulació.

## Repartiment
- Maximilian Schell com a Dr. Hans Reinhardt
- Anthony Perkins com a Dr. Alex Durant
- Robert Forster com a Capità Dan Holland
- Joseph Bottoms com a Tinent Charlie Pizer
- Yvette Mimieux com a Dr. Kate McCrae
- Ernest Borgnine com a Harry Booth
- Tom McLoughlin com a Capità S.T.A.R.
- Roddy McDowall com la veu de V.I.N.CENT. LF-396 (no surt als crèdits)
- Slim Pickens com la veu d'Old BO.B. LF-28 (no surt als crèdits)